# خزش فصلی

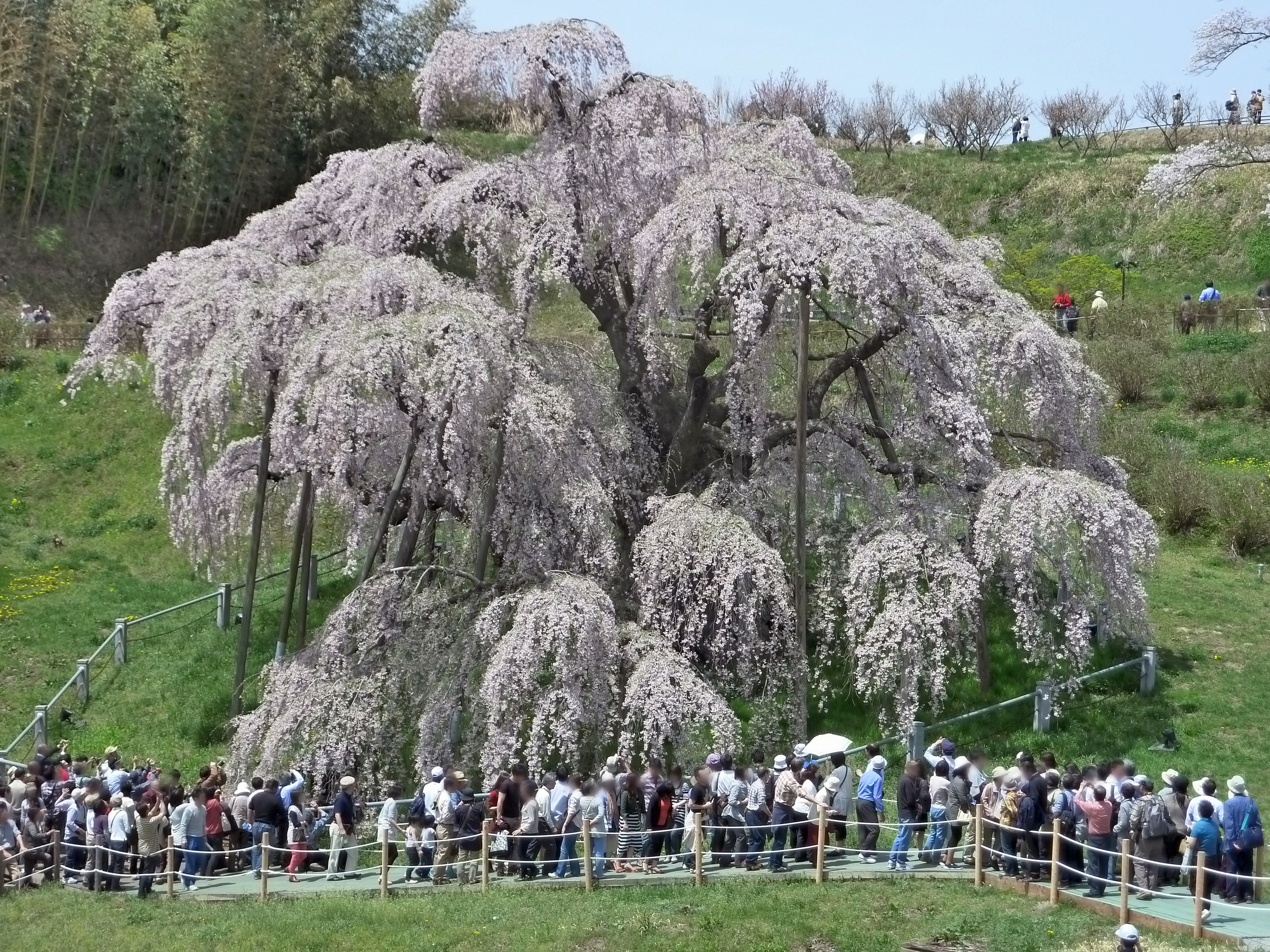
شکوفه‌های گیلاس در ژاپن در سال‌های اخیر به دلیل تغییرات آب و هوایی زودتر ظاهر شده‌اند

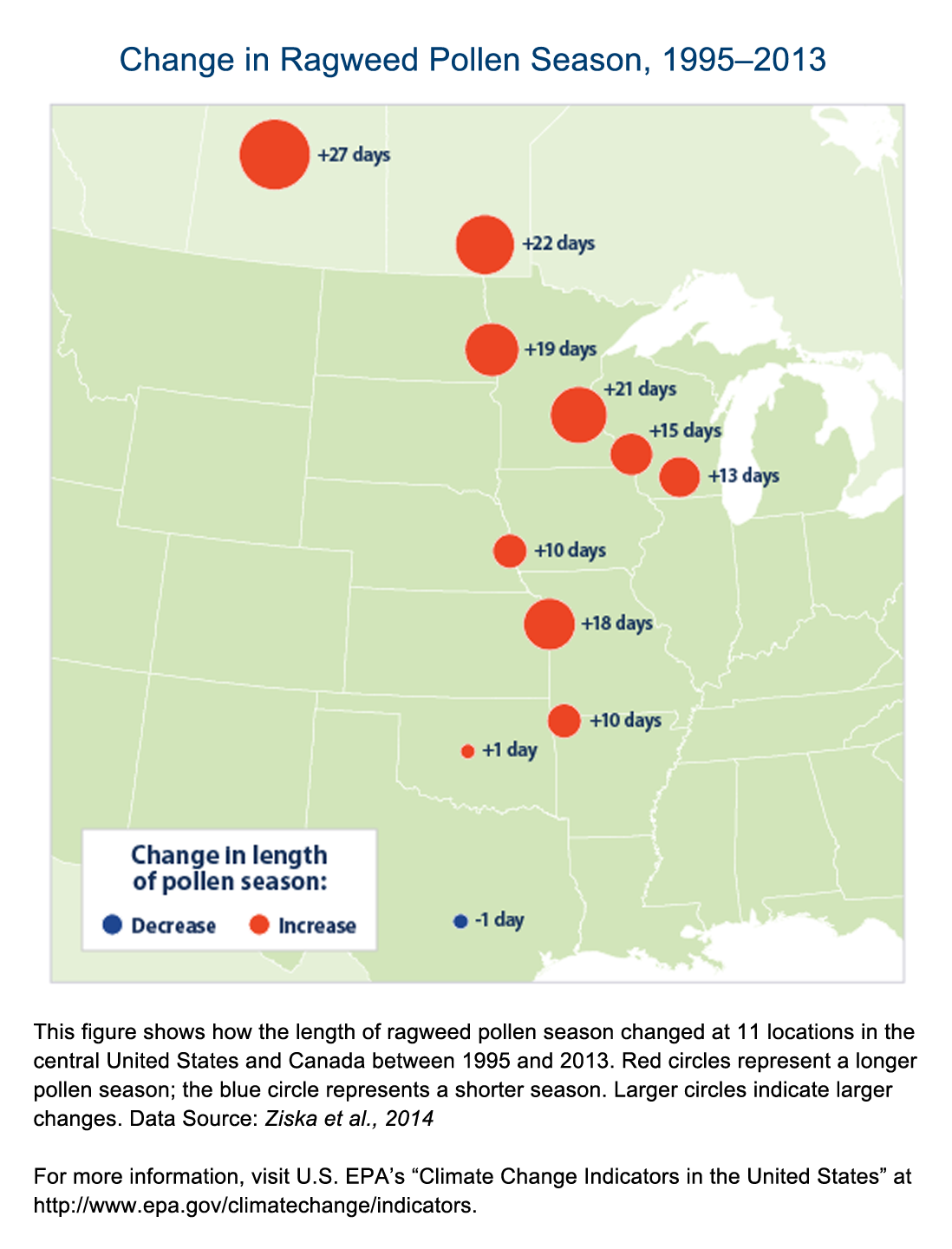
تغییرها در فصل گرده در ایالات متحده، ۱۹۹۵ تا ۲۰۱۳.

در پدیده‌شناسی (فنولوژی)، خزش فصلی (به انگلیسی: Season creep) به تغییرهای دیده شده در زمان‌بندی فصل‌ها اشاره دارد، مانند نشانه‌های اولیه بهار که به‌طور گسترده در مناطق معتدل در سراسر نیم‌کره شمالی دیده شده‌است. رکوردهای پدیده‌شناسی تجزیه و تحلیل شده توسط دانشمندان آب و هوا، روندهای زمانی قابل توجهی را در زمان مشاهده رویدادهای فصلی نشان داده‌است، از پایان سدهٔ ۲۰ و تا قرن ۲۱ ادامه دارد. در اروپا، خزش فصلی با فرا رسیدن بهار در یک دوره ۳۰ ساله اخیر تقریباً یک هفته افزایش یافته‌است. مطالعات دیگر میزان خزش فصلی را که توسط فنولوژی گیاه اندازه‌گیری می‌شود، در محدوده ۲ تا ۳ روز در دهه در بهار زودتر و ۰٫۳ تا ۱٫۶ روز در هر دهه دیرکرد در پاییز در ۳۰ تا ۸۰ سال گذشته قرار داده‌اند.
اثرات خزش فصلی توسط غیردانشمندان نیز مورد توجه قرار گرفته‌است، از جمله باغبانانی که زمان کاشت بهاره خود را افزایش داده‌اند، و کاشت انواع گیاهان غیربومی با آب و هوای گرم‌تر کمتر مقاوم‌تر را آزمایش کرده‌اند. در حالی که فصل رشد تابستان در حال گسترش است، زمستان‌ها گرم‌تر و کوتاه‌تر می‌شوند و در نتیجه پوشش یخ زمستانی روی پیکره‌های آبی کاهش می‌یابد، یخ‌ها زودتر بیرون می‌آیند، جریان آب زودتر ذوب می‌شود، و اوج‌های سطح دریاچه بهاره زودتر می‌رسد. برخی از رویدادهای بهاری یا «فنوفازها» متناوب یا غیرقابل دیدن شده‌اند. برای مثال، توده‌های آبی که زمانی به‌طور منظم در اکثر زمستان‌ها یخ می‌زدند، اکنون کمتر یخ می‌زنند، و پرندگان کوچنده پیشین اکنون در تمام طول سال در برخی مناطق دیده می‌شوند.

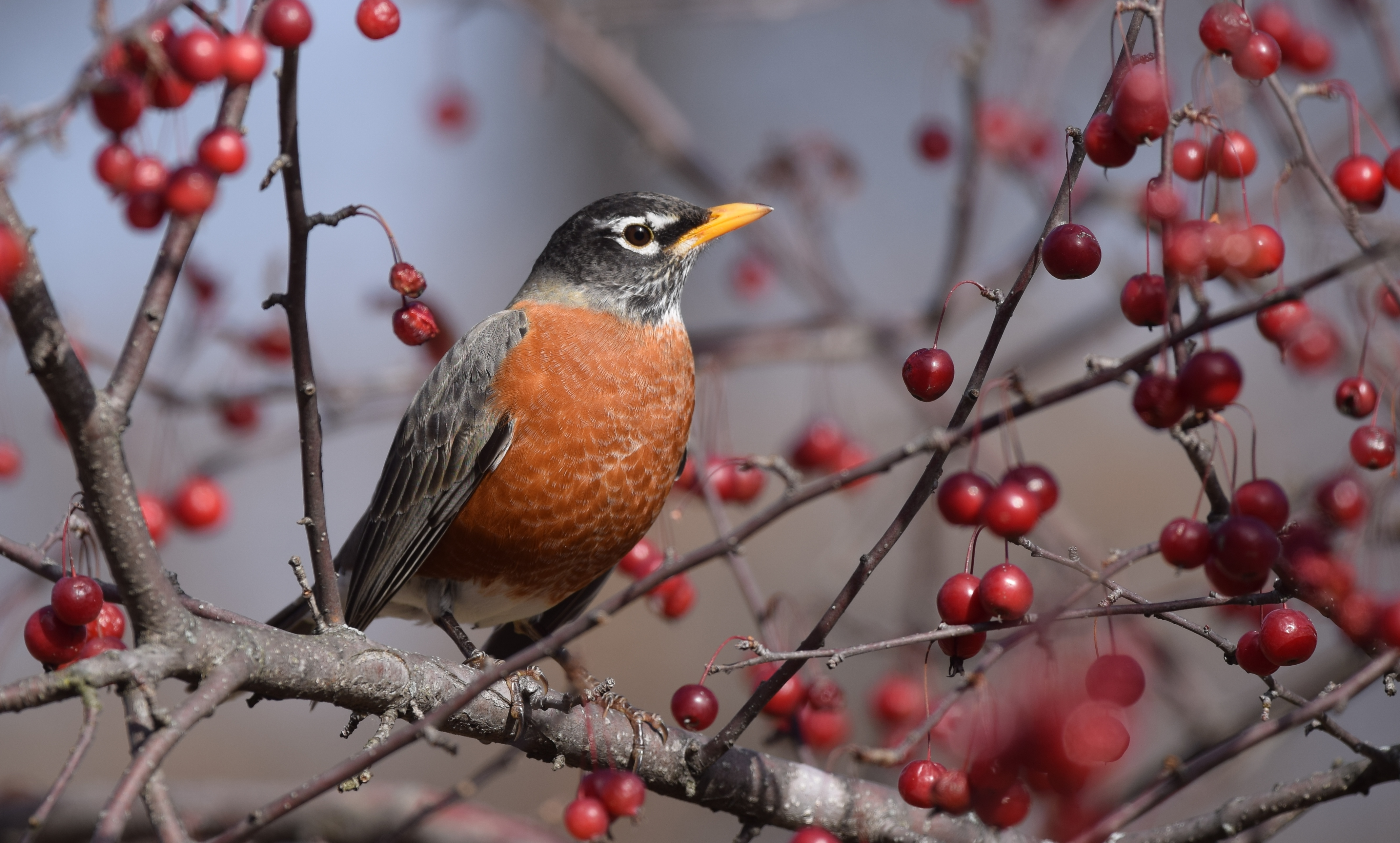
سینه‌سرخ آمریکایی در برخی مناطق کوچ خود را متوقف کرده‌است

خزش فصلی ممکن است اثرات ناخوشایند نیز بر گونه‌های گیاهی داشته باشد. گلدهی زودتر ممکن است پش از فعال شدن گرده‌افشان‌هایی مانند زنبورهای عسل اتفاق بیفتد که پیامدهای منفی برای گرده‌افشانی و تولیدمثل خواهد داشت. زمستان‌های کوتاه‌تر و گرم‌تر ممکن است دیگر سازگاری‌های محیطی از جمله سخت شدن سرد درختان را تحت تأثیر قرار دهد که می‌تواند سبب آسیب سرمازدگی در زمستان‌های شدیدتر شود.